# Fetma

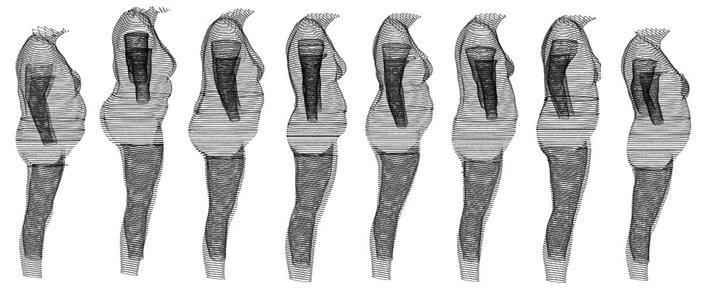
Kvinnor som överskridit gränsen för fetma, med ett BMI på 30, med olika kroppstyper.

Fetma eller obesitas, förr fettsot, är en näringsrubbning där kroppen bär på så mycket kroppsfett att det är skadligt för hälsa och förväntas leda till kortare livslängd. Individer med ett BMI, ett mått på fetma som bygger på jämförelse mellan längd och vikt, mellan 25 kg/m2 och 30 kg/m2 anses vara överviktiga, medan ett BMI över 30 kg/m2 definierar fetma. I vissa fall kan dock personer ha ett BMI som innebär fetma på grund av muskelmassa. Bariatri är ett samlingsnamn för medicinsk behandling av sjuklig fetma. Samhällsrörelsen som strävar efter en förändrad samhällsattityd till fetma kallas fettaktivism.
Fetma och särskilt bukfetma ökar risken för flera sjukdomar, i synnerhet hjärt- och kärlsjukdomar, typ 2-diabetes, sömnapné, vissa typer av cancer samt artros. Fetma orsakas vanligen av en kombination av intag av för mycket kalorier, bristande fysisk aktivitet samt genetisk predisposition, men i en del fall kan fetma även huvudsakligen bero på genetiska faktorer eller på någon endokrin sjukdom, biverkningar av medicinering eller uppkomma till följd av psykisk sjukdom (jämför även hetsätningsstörning).  
Ett urval av forskareliten på fetma sammanträdde 2022 i London för att diskutera orsakerna till fetma. Biologen John Speakman sammanfattade mötet med “There’s no consensus whatsoever about what the cause of it‌ is.” Epidemiologen Thorkil Sörensen redogör i denna artikel för hur lite som faktiskt är känt runt orsakerna till fetma. Exempelvis att energibalansmodellen, kalorier in minus kalorier ut, är av ringa värde för att förstå uppkomsten av fetma samt att väldigt lite är känt runt grundorsakerna till varför fetma uppstår.
Det framkommer allt mer stöd i forskningen för förekomst av två parallella epidemier. En med viktökning och en med ökande viktstigma. Viktsigma betraktas allt mer som en rotorsak till att viktutvecklingen inte kunnat avstyras. Det har visats att individer som uppfattar sig själva som överviktiga, oavsett om de objektivt är det eller inte, har en ökad risk för viktuppgång under livet. Viktstigma har medfört att fokuset ensidigt riktats mot individer och att väldigt lite gjorts på samhällsnivå för förbättra situationen. Följande citat yttrat av en kongressledamot i USA illustrerar problemet “This bill is about self-responsibility. If you eat too much, you get fat. It is your fault. Don't try to blame somebody else”. På individnivå har följande anförts av Puhl et al: Viktstigma → ohälsosamma ätmönster → psykologiska problem → stressinducerade sjukdomstillstånd → sämre sjukvård. På samhällsnivå följande: viktstigma → sämre åtgärder för att förebygga fetma → ökad skillnad i hälsa → sociala ojämlikheter. Puhl et al menar alltså att synen på orsaksfaktorer, att fetma är ett individproblem som individer själva dragit på sig, medfört att nödvändiga åtgärder på samhällsnivå inte gjorts. Samt att åtgärdsprogram varit missriktade då de inte varit riktade mot huvudproblemet, den gemensamma miljön.
När fetma inte kan sägas bero på någon underliggande sjukdom är den viktigaste behandlingen kostomläggning samt motion. De allra flesta som försöker gå ner i vikt återfår dock sin ursprungliga vikt efter några år. Läkemedel mot fetma kan användas som komplement eller vid misslyckad primärbehandling. I svåra fall händer det att man kirurgiskt minskar magsäckens volym, antingen med en ballong, genom kirurgi av magsäcken, eller genom att operera tarmarna. Ingreppen syftar till att personen fortare uppnår mättnadskänsla och genom att minska den mängd energi som tas upp ur födan. Metabol kirurgi påverkar också kroppens energihomeostas.
Bland de dödsorsaker som går att förebygga är fetma den vanligaste, och blir allt vanligare hos både vuxna och barn. Experter betraktar fetma som ett av 2000-talets största folkhälsohot. Fetma stigmatiseras idag i västvärlden men har tidigare setts som tecken på rikedom och fertilitet, en syn som fortfarande gäller i stora delar av Afrika.

## Klassifikation
| BMI       | Klassificering |
| --------- | -------------- |
| < 18,5    | underviktig    |
| 18,5–24,9 | normalvikt     |
| 25,0–29,9 | övervikt       |
| 30,0–34,9 | fetma grad 1   |
| 35,0–39,9 | fetma grad 2   |
| ≥ 40,0    | fetma grad 3   |

Fetma är ett medicinskt tillstånd där så mycket överflödigt kroppsfett har ansamlats att det har negativ effekt på hälsan. Fetma definieras oftast genom BMI-uppskattning; ett mått som korrelerar väl både till andelen kroppsfett och totala mängd fett i kroppen. De hälsorisker som fetman medför kan också uppskattas via fettdistributionen, som bedöms med hjälp av höft-stuss-kvot och genom att ta med övriga riskfaktorer för hjärt-kärl-sjukdom i bedömningen. BMI uträknas genom att dela individens vikt med dess längd i meter i kvadrat (enheten för BMI blir således: kilogram/meter² = kg/m²).
Vad som är en hälsosam vikt hos barn beror på ålder och kön. Fetma hos barn och ungdomar definieras inte i absoluta siffror utan i relation till normalgrupper. Referensdata till dessa grupper är insamlade sedan tidigare och påverkar således inte av den senaste tidens ökning i vikt.
Det har skett några mindre modifikationer i Världshälsoorganisationens definition. Kirurgiskt bryts fetma grad 3 ned i ytterligare grupper för att närmare kunna beskriva graden av fetma.
En asiatisk population utvecklar negativa hälsoeffekter vid ett lägre BMI än kaukasier, varvid exempelvis Japan har en definition där fetma definieras som ett BMI över 25, och Kina använder ett BMI över 28.

## Epidemiologi
| Procent av befolkningen som lider av fetma i olika länder; till vänster är det statistik för män och till höger för kvinnor. <5 % 5–10 % 10–15 % 15–20 % 20–25 % 25–30 % 30–35 % 35–40 % 40–45 % 45–50 % 50–55 % >55 %                |                         |                         |                       |
| Procent av befolkningen som lider av fetma i olika länder; till vänster är det statistik för män och till höger för kvinnor. \| <5 % 5–10 % 10–15 % \| 15–20 % 20–25 % 25–30 % \| 30–35 % 35–40 % 40–45 % \| 45–50 % 50–55 % >55 % \| |                         |                         |                       |
| <5 % 5–10 % 10–15 % | 15–20 % 20–25 % 25–30 % | 30–35 % 35–40 % 40–45 % | 45–50 % 50–55 % >55 % |

Före 1900-talet var fetma ovanligt och 1997 erkände Världshälsoorganisationen (WHO) fetma som en global epidemi. Sedan 2008 har WHO uppskattat att åtminstone 500 miljoner vuxna (mer än 10 %) är feta, med fler kvinnor än män drabbade. Andelen feta ökar med åldern åtminstone upp till 50 och 60 år
Enligt Världshälsoorganisationens uppskattningar från 2015 lider 2,3 miljarder av världens befolkning av fetma. Vad gäller Sverige uppskattas omkring 14 procent av alla invånare mellan 16 och 84 år lida av fetma. Den största ökningen av fetma står medelålders personer (45-64 år) för. I denna åldersgrupp har andelen personer som anses vara feta ökat med 7 procent, från 55 procent till 62 procent, på bara 9 år (2004-2013).
Det som tidigare var ett problem i enbart i höginkomstländer har blivit ett växande globalt problem och drabbar även utvecklingsländerna. Denna ökning har känts av mest dramatiskt i stadsmiljöer. Den enda region i världen där fetman fortfarande är ovanligt är det sub-Sahariska Afrika.

## Patofysiologi
Patofysiologin bakom fetma är komplex, men man har identifierat ett antal faktorer. Långvarigt intag av högkaloriföda leder bland annat till höga insulinnivåer. Detta aktiverar ett protein kallat SREBP-1 som ökar transkriptionen av acetyl-CoA-karboxylas, som är ett reglerande enzym i fettsyrasyntesen. Hypertrofi av adipocyter (fettväv) hämmar dessutom deras normala förmåga att reglera mättnad med de mättnadsreglerande hormonerna leptin och adiponektin, vilket kan öka näringsintaget. Adipocyter producerar dessutom det proinflammatoriska ämnet TNFa, som anses bidra till sjukdomsutvecklingen på flera sätt.
Fetma kan i undantagsfall bero på underliggande systemiska sjukdomar, såsom akromegali, Cushings syndrom, polycystiskt ovariesyndrom, hypotyroidism, och sjukdomar i hypotalamus som producerar hormonfrisättande hormoner. Det finns en uppfattning att fetma vanligen beror på lägre ämnesomsättning, men detta har dåligt vetenskapligt stöd (bortsett från dem med konstaterad hypotyroidism).  Snarare brukar fetma, utan underliggande sjukdom, leda till högre nivåer ämnesomsättningshormon (trijodtyronin och TSH), i motsats till anorexia nervosa som leder till sänkt ämnesomsättning. Denna ämnesomsättning beror antagligen på en anpassning till överätningen.
Det finns olika modeller bakom viktutveckling. Gemensamt för dem är att ingen riktigt vet säkert. Det råder ett relativt stort konsensus runt att orsakerna måste sökas i hjärnan då det är detta organ som visats styra jämvikten av fettväv i kroppen. Förenklat kan sägas att fettcellerna kommunicerar med hjärnan med hjälp av hormonet leptin. På detta sätt kan hjärnan läsa av mängd energi i fettcellerna. Mängden leptin i blodet står i proportion till mängden energi i fettcellerna samt antalet fettceller. Förändras energinivåerna, minskar leptinsignaleringen till hjärnan, som startar upp olika program som syftar till att återta förlorad energi genom att öka hunger och minska basalmetabolism. Systemet fungerar väldigt kraftfullt för att inte förlora energi, men av någon anledning som är okänd än så länge, är systemet inte lika bra på att motverka viktökning. Detta anses vara själva huvudskälet till att försök att gå ner i vikt sällan lyckas på lång sikt. En smal människas hjärna försvarar kroppens fettlager på samma sätt som hjärnan hos en människa som har fetma. Varför jämvikten störs för allt fler individer är inte känt fullt ut.

## Behandling

### Viktstigma
Puhl et al menar att det allra viktigaste som måste göras är att få bukt med den allmänt förekommande viktstigman som förekommer på alla samhällsnivåer då den är ett hinder för viktiga insatser som syftar till att förhindra uppkomst av fetma och att hjälpa människor med fetma på ett bra sätt. Det förslås att viktstigma måste adresseras i interventioner som riktar sig om fetma samt i budskap från myndigheter. Budskap om att undvika ohälsosamma livsmedel som snabbmat och läsk bör riktas till alla människor och inte bara människor med fetma. Myndigheter och sjukvård bör också trycka på komplexiteten bakom utveckling av fetma, vilket kan minska stigmatiserande åsikter. De föreslår vidare att åtgärder bör ha hälsa som motivation och utfall i stället för att uppnå en idealvikt, vilket riskerar förstärka stereotyper. Till sist förslås även lagstiftning med förbud av diskriminering av människor med fetma.

### Kost
Den vanligaste behandlingsmetoden mot fetma är olika dieter för bantning. Specifika dieter kan ge en kortvarig effekt, medan kosthållning som begränsar kaloriintaget rekommenderas för viktnedgång vid fetma.  Dieter för bantning kan på egen hand vara effektivt för viktnedgång vid fetma. Det är väl belagt att de allra flesta som försöker gå ner i vikt återgår till ursprungsvikten efter några år.
År 2013 gjorde Statens beredning för medicinsk utvärdering en granskning av den samlade forskningen om mat vid fetma. Hur sjukligheten hos personer med fetma påverkas av olika kostråd är till stora delar okänt, men råd om medelhavskost är bättre än råd om lågfettkost när det gäller hjärt-kärlhälsa. Flera slags kostråd kan leda till att feta personer minskar i vikt eller midjeomfång. Långsiktigt är råden likvärdiga för vikten, men på kort sikt ger råd om lågkolhydratkost större viktnedgång än råd om fettsnål kost.
Det är väl visat att över 90 % som försöker gå ner i vikt genom att äta färre kalorier återfår sin ursprungsvikt inom 5 år. Efter en tid med kalorirestriktion återfås förlorad vikt gradvis men obönhörligt. Skälet är att hjärnan har förmåga att känna av när energiförråden minskar och aktiverar åtgärder för att återställa energiförlusterna. Enkelt uttryckt ökas hungern och kroppens energiutgifter minskas. Detta system kallas för energihomeostas. Hjärnan verkar försvara kroppsvikten på liknande sätt oavsett kroppsvikt. 
2022 föreslog Hemmingsson et al att skatten borde höjas på livsmedel och produkter som visats öka risken att utveckla fetma. Prissättning på hälsosamma livsmedel som grönsaker och frukt behöver ses över så även individer med lägre inkomst har råd att köpa dem.

### Psykologi
Mot fetma finns även psykologisk och kirurgisk behandling. Den psykologiska behandlingen består framförallt av beteendeterapi, en form av KBT. Konkret innebär det att man gör en beteendeanalys genom självregistrering på vad och när patienten äter. Man identifierar alltså antecedenter, situationer när ätbeteendet aktiveras, och försöker hitta nya förstärkare än mat för patienten att använda. Ofta använder patienterna nämligen mat som belöning åt sig själv. I terapin är det viktigt att terapeuten är motiverande, patienten har ofta många misslyckanden bakom sig. Detta gör man genom att skapa hopp, validera de svårigheter som patienten upplever och kognitivt jobba med patientens självkänsla. Motivationen ökar också om man ställer upp konkreta och realistiska mål och delmål som man sedan faktiskt kan uppnå. När man kan fokusera på ett delmål och märker att detta går att klara av blir det lättare för patienten att fortsätta behandlingen. Det är dessutom viktigt att jobba med att de beteendeförändringar och i förlängningen viktförändringar som man får till också är bestående. Detta gör man genom att inte bara få patienten att äta mindre, utan dessutom aktivera sig mer fysiskt.

### Kirurgi
År 2002 beskrev Statens beredning för medicinsk utvärdering att det fanns ett tiotal olika kirurgiska metoder för operation av fetma och flera varianter av respektive metod. Av de kirurgiska metoder som tillämpades då i Sverige hade gastric bypass den starkaste vetenskapliga dokumentationen och den bästa effekten på viktnedgång . Idag är även operationsmetoden Gastrisk sleeve vanlig där magsäcken smalnas av för att minska näringsupptaget.

### Träning
Träning, motion och fysisk aktivitet rekommenderas ibland som en behandlingsmetod mot fetma. Fysisk aktivitet står dock bara för 10-30% av den energi som förbränns varje dygn. (Resten går åt till basal metabolism samt den energi som krävs för att bryta ner mat.) Det betyder att det krävs mycket långsiktig fysisk aktivitet för att åstadkomma en liten viktminskning.
Ökad fysisk aktivitet åtföljs dessutom ofta av ökat återhämtningsbehov och ökat energiintag, vilket snarare leder till en viktökning. Undersökningar tyder på att många personer överskattar hur mycket energi som förbränts vid fysisk aktivitet och därför äter mer för att kompensera. Samtidigt sjunker den basala metabolismen, vilket gör att viktnedgången uteblir. Energiförbränning når ganska snabbt en platå, vilket gör att fysisk aktivitet mer än två-tre gånger per vecka har ungefär samma effekt som daglig fysisk aktivitet.
Generellt sett fungerar fysisk aktivitet i samband med diet som en viktminskningsmetod, men sämre som enskild metod. Viktminskning fungerar inte över tid för de allra flesta oavsett icke kirurgisk metod,. Inom 5 år har de allra flesta återfått sin ursprungsvikt.

## Historia och kultur

### Historiska trender

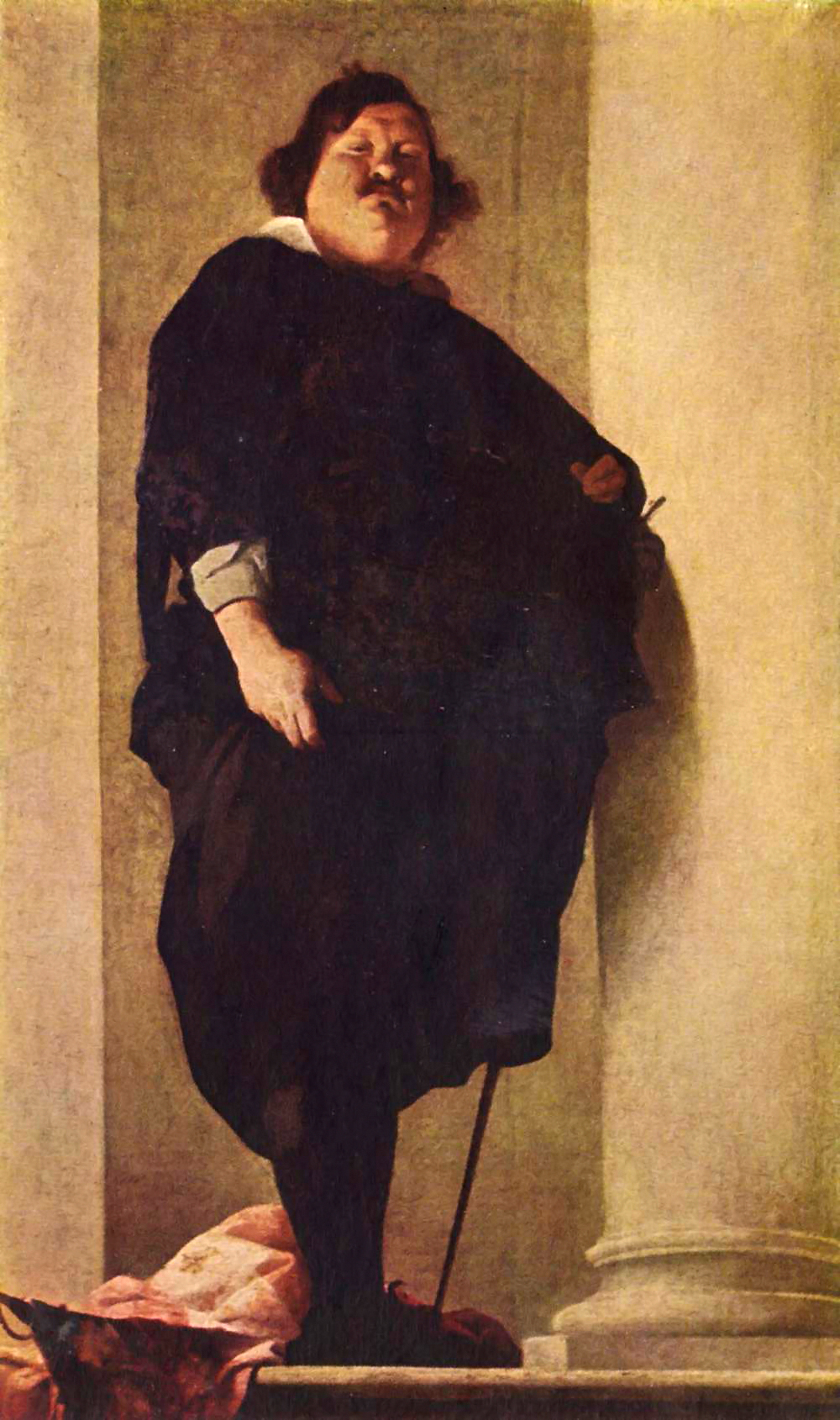
Under medeltiden och renässansen var fetma sett som ett tecken på välstånd och var relativt vanligt bland tjänstemän: "Den toskanska generalen Alessandro del Borro", målad av Charles Mellin, 1645

Grekerna var de första som uppmärksammade fetma som ett medicinskt symtom. Hippokrates skrev att "Korpulens är inte en sjukdom i sig själv, men förebud för andra". Den Indiske kirurgen Sushruta (700-talet före kristus) relaterade fetma till diabetes och hjärtsjukdomar. Han rekommenderade fysiskt arbete för att bota det och dess biverkningar.
För den större delen av mänsklighetens historia har människan kämpat emot en brist på mat.  
Fetma har därför historiskt sett ansetts som ett tecken på förmögenhet och framgång. Det var vanligt bland högre tjänstemän i Europa under medeltiden och renässansen såväl som i de antika östasiatiska civilisationerna.
Vid starten av den industriella revolutionen kom man till insikt att den militära och ekonomiska makten av nationen var beroende av både kroppsstorlek och styrka hos dess soldater och arbetare. Ökandet av den genomsnittliga body mass index (BMI) från vad som nu anses vara underviktig till ett normalt spann spelade en signifikant roll i utvecklingen av de industrialiserade samhällena. Längd och vikt ökade båda genom 1800-talet i den utvecklade världen. Under 1900-talet när populationen nådde sin genetiska potential för längd började vikt att öka mycket mera än längd, vilket resulterade i fetma. På 1950-talet med den ökade välfärden minskade barnadödligheten, men genom den ökade kroppsvikten blev hjärt- och njursjukdomar allt vanligare. Under denna period blev försäkringsbolag allt mera medvetna om kopplingen mellan vikt och förväntad livslängd och ökade premierna för de överviktiga.
Många kulturer har genom historien sett på fetma som ett resultat av karaktärsfel. De feta individerna i grekisk komedi var frossare och föremål för hån och förlöjligande. Under kristna tider var mat sett som en inkörsport till synderna lättja och lust. Gregorius I och Thomas av Aquino har skrivit om den katolska kyrkans syn på frosseriet, som de fördömer. I moderna västliga kulturer ses övervikt som oattraktivt och fetma är oftast associerat med olika negativa stereotyper. Individer av alla åldrar utsätts för social stigmatisering, och kan bli måltavlor för mobbare och utfrysta av kollegor. Fetma är återigen en anledning till diskriminering. 
Den allmänna uppfattningen i västvärldens samhällen av vad som är en hälsosam vikt är skilt från vad som anses vara idealt, och båda har förändrats sedan början av 1900-talet. Vikten som ses som ideal har sjunkit sedan 1920-talet; detta illustreras av det faktum att Miss Amerika-vinnare har ökat i längd med ett genomsnitt på 2 % medan deras vikt minskat med ett genomsnitt på 12 %.  Å andra sidan har folks uppfattning om vad som är en hälsosam vikt gått åt andra hållet. I Storbritannien är vikten som anses vara överviktigt signifikant ökat från 1999 till 2007. Dessa förändringar tros bero på att den ökade övervikten skulle ge en ökad acceptans av extra kroppsfett som normalt.
Fetma ses fortfarande som ett tecken på förmögenhet och välbefinnande i många delar av Afrika. Detta har blivit speciellt vanligt sedan HIV-epidemins början.

### Konsten

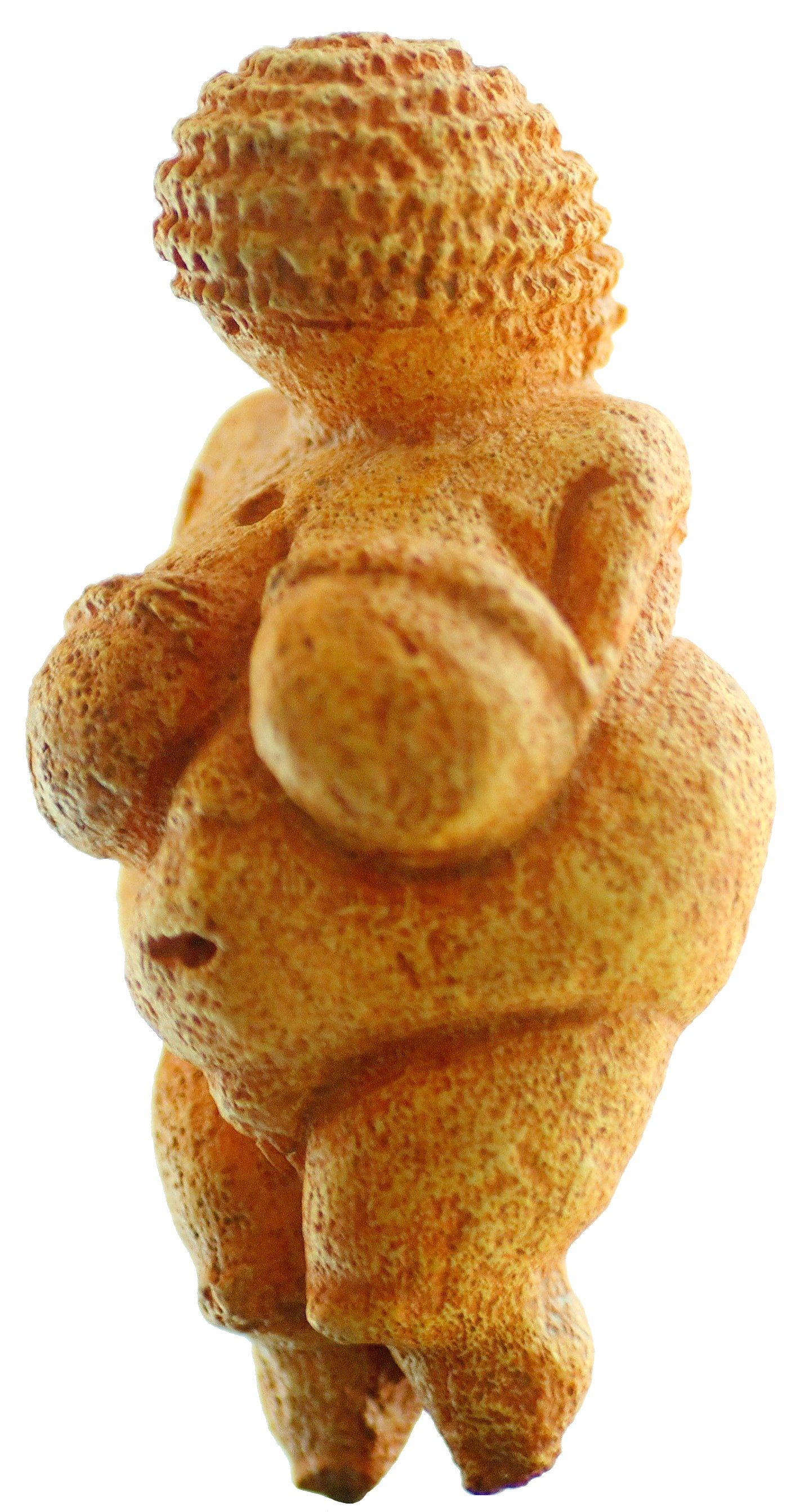
Venus från Willendorf skapad 24000–22000 före kristus

Den första skulpturala framställningen av den mänskliga kroppen 20 000–35 000 år sedan skildrar feta kvinnor. 
Några attribut hos Venus-figurerna har en tendens att framhäva fertilitet medan andra skildrar "fethet" hos folket av den tiden.
Korpulens är dock borta från både grekiskt och romersk konst, förmodligen överensstämmande med deras ideal om måttlighet. Detta fortsätter genom mycket av den kristna europeiska historien, med en låg socioekonomisk status med att framställas som överviktig. Under renässansen började överklassen att stoltsera med sin storlek, vilket kan ses i porträtt av Henry den VIII och Alessandro del Borro. 
Rubens (1577–1640) framställde regelbundet fylliga kvinnor i sina motiv. Dessa kvinnor hade dock fortfarande sina "timglas"-figurer med sin relation till fertilitet.  Under 1800-talet kom synen på fetma att förändras i västvärlden. Efter århundraden av fetma som synonymt med välfärd och social status, blev magerhet den önskvärda standarden.

### Storleksacceptans och fetmakontroversen

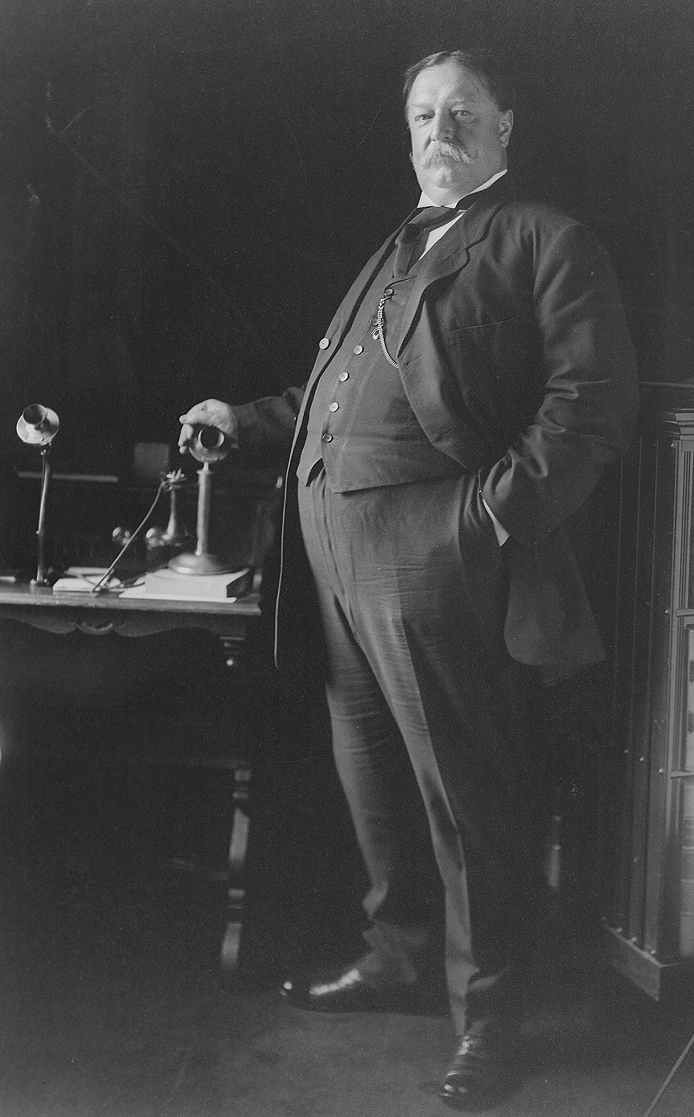
Överviktiga individer, som USA:s president William Howard Taft, har hånats ett flertal gånger.

Det huvudsakliga målet för de flesta delarna av fetmaacceptansrörelsen är att minska diskrimineringen mot individer med övervikt eller fetma.  
Dock har några i rörelsen också försökt att ifrågasätta några av de etablerade sambanden mellan fetma och dess hälsovådliga effekter.
Ett antal organisationer existerar som främjar fetmaacceptansen. Dessa har dessutom fått en mera framträdande roll under den senare delen av 1900-talet.  
Den USA-baserade National Association to Advance Fat Acceptance (NAAFA) bildades 1969 och har beskrivit sig själv som en civilrättslig organisation tillägnad att stoppa diskriminering på grund av storlek.  International Size Acceptance Association (ISAA) är en frivillig organisation som bildades 1997 är mera globalt centrerade och beskriver sitt uppdrag som att främja storleksacceptans och sätta stopp för viktbaserad diskriminering.
Flera böcker som The Diet Myth av Paul Campos argumenterar för att de hälsorisker som tillskrivits fetma mestadels är obevisade och att det verkliga problemet ligger i det sociala stigma som överviktiga individer behöver utstå. Liknande skrivs i The Obesity Epidemic av Michael Gard som argumenterar för att fetma är en moralisk och ideologisk föreställning, snarare än ett hälsoproblem. Andra grupper har också börjat ifrågasätta sammankopplingen mellan fetma och dålig hälsa.
Människor är kända för att välja sina potentiella partners på bas av liknande kroppsmassa.

## Hälsoeffekter
Fetma ökar risken för en rad sjukdomstillstånd; framförallt riskerar en kraftigt överviktig person att drabbas av typ 2-diabetes, högt blodtryck, höga blodfettshalter (hyperkolesterolemi och hypertriglyceridemi. Ofta förekommer mindre inflammationer och tromboser i blodkärl som leder till arteroskleros. Resultatet av dessa tillstånd blir hjärt- och kärlsjukdomar.
Förutom detta är fetma även associerat med andra komplikationer:
- Hjärtsvikt, förstorad hjärtmuskel och det är förknippat med rytmrubbningar i hjärtat, blodproppar i lungan
- Stein-Leventhals syndrom, menstruationsrubbningar, infertilitet
- Uppstötningar från magsäcken (refluxsjukdom), fettlever, gallsten, tjocktarmscancer
- Urininkontinens, Membranös glomerulonefrit (njurskador), hypogonadism (män), bröstcancer, livmodercancer
- celluliter
- gikt, immobilitet
- förslitningsskador[72]
- stroke, huvudvärk,  demensMall:Mnb[73]
- andfåddhet, hypoventilation, Pickwicksyndrom, astma, sömnapné med aspiration.
- Depression, låg självkänsla
- Infertilitet till följd av hypogonadotropisk hypogonadism.[74]
- Komplikation i samband med graviditet, t.ex. högt blodtryck under graviditet, graviditets diabetes, hög födelsevikt och förlossning med kejsarsnitt.[75]

Risken är större att få dessa följdsjukdomar ifall fetman har utvecklats på grund av avhållsamhet från motion, dålig balans mellan LDL-kolesterol och HDL-kolesterol eller fiberfattig kost. Dessa följdsjukdomar, som fetman är en bidragande faktor till, är ett vanligt förekommande välfärdsproblem i I-länder. Vid överdrivna fall kan fetman utvecklas till obesefetma. Denna form av fetma betecknar man som sjuklig, det vill säga att patogena insatser behövs utöver kostkorrigeringar och ökad motion.
Fetma är främst livsstilsrelaterat men kan även ha en genetisk komponent. En aspekt är aptit och hungerkänslor som enligt vissa forskare är starkare sedan födseln hos personer som lider av fetma. Andra forskare betonar en frivilligt eller socialt betingad livsstil som den viktigaste orsaken till fetma.
I Sverige finns endast en handikappförening med huvudinriktning på fetma som blivit godkänd av Socialstyrelsen, vilken är Överviktigas riksförbund.

## Barnfetma
Huvudartikel: Barnfetma
Spannet för vad som är ett hälsosamt BMI varierar med ålder och kön hos ett barn. Fetma hos barn och ungdomar är definierad som högre än den 95:e percentilen. Referensdata som dessa percentiler baseras på är från 1963 till 1994 och inräknar således inte den senare ökningen i graden av övervikt.
Barnfetma har uppnått epidemiska proportioner under 2000-talet, och stiger över hela världen. Andelen av fetma hos kanadensiska pojkar har ökat från 11 % under 1980-talet till över 30 % under 1990-talet, och under samma tidsperiod från 4 % till 14 % hos brasilianska barn.
Som med fetma hos vuxna ligger flera faktorer bakom ökningen av barnfetma, förändrad diet tillsammans med minskad fysisk aktivitet tros dock vara de två viktigaste faktorerna i ökningen på senare tid.
På grund av att barnfetman ofta kvarstår in i vuxenlivet är det associerat med flera kroniska sjukdomar, och barnen kan därför redan i ett tidigt stadium testas för högt blodtryck, diabetes, höga blodfetter och fettlever.
Behandling består primärt i livsstilsförändringar och beteendetekniker. I USA är exempelvis inte medicinering FDA (motsvarande läkemedelsverket) godkänd för denna åldersgrupp.

## Fetmaepidemin
En allt större del av jordens befolkning drabbas av övervikt eller fetma. Fetmaepidemin anses av forskare fått sin början i mindre skala redan efter andra världskriget för att sedan börja ta fart under 1980-talet. Från 1990-talet och framåt har spridningen ökat explosionsartat och drabbar inte bara den rika världen utan nu även många utvecklingsländer.
Värst drabbat globalt sett av fetmaepidemin är länderna i Stilla havet där till exempel ön Nauru har en befolkning där 80 % av de vuxna är feta. Flera länder i Mellanöstern har en stor andel feta. I USA klassificeras cirka en tredjedel av den vuxna befolkningen som feta, lika stor andel räknas som överviktiga. Europas länder har siffror som än så länge är ungefär hälften av USA:s. I länder som Kina och Indien ökar andelen överviktiga och feta i snabb takt.
Orsaken till fetmaepidemin är forskare i stort sett eniga om. Felaktiga matvanor som tillgången till billig skräp- och snabbmat lockar till. För mycket stillasittande och för lite motion. Även den ökade konsumtionen av läskedrycker bidrar.
Konsekvenserna av fetmaepidemin för de drabbade är försämrad hälsa samt därigenom för tidig död. Typ 2-diabetes är en direkt följd av fetma eller övervikt. Fetma beräknas öka risken för hjärtinfarkt 2–3 gånger, även risken för kärlkramp och slaganfall ökar. Påfrestningar på knän och leder uppstår. Sömnapné är också vanligt bland feta. Fetma påverkar också drabbade kvinnors fertilitet negativt.
Särskilt oroande anses att såväl barn som ungdomar drabbas i allt högre grad med (barnfetma), följder som påverkar hälsan resten av livet. De flesta feta barn beräknas förbli feta även som vuxna.

## Fetma hos djur
Fetma hos djur är vanligt i flera länder, andelen övervikt och fetma hos hundar i USA ligger mellan 23 % och 41 % varav 5,1 % har fetma. Andelen fetma hos katter ligger något högre på 6,4 %. I Australien har andelen fetma hos hundar som besöker en veterinär funnits vara 7,6 %. Risken för fetma hos hundar är relaterad till huruvida deras ägare är överviktiga eller ej. Det finns dock inget liknande samband mellan katter och deras ägare.